# دوبری بوژیلوف
دوبری بوژیلوف (انگلیسی: Dobri Bozhilov؛ ۱۳ ژوئن ۱۸۸۴ – ۱ فوریهٔ ۱۹۴۵) یک سیاست‌مدار اهل بلغارستان بود. 